# Semana Santa en Écija
La Semana Santa de Écija en la provincia de Sevilla, España, es una de las festividades locales más importantes de la ciudad, dedicada a conmemorar la pasión, muerte y resurrección de Cristo.
En 1998 fue declarada de Interés Turístico Nacional, destacándose como una de las principales celebraciones de primavera en la región. Además, es notable por ser la Semana Santa con mayor número de hermandades después de la capital provincial.
Las procesiones, conocidas como estaciones de penitencia, son el evento principal donde las hermandades realizan cultos externos. Además, a lo largo del año, realizan diversos cultos internos como novenas, septenarios, quinarios, triduos y besamanos.
El Consejo General de Hermandades y Cofradías de Écija es el organismo responsable de regular todas las procesiones, así como de coordinar con las autoridades para garantizar el buen desarrollo de las actividades, incluyendo la gestión de horarios a lo largo de la ruta oficial en el centro de la ciudad conocida como carrera oficial.

## Historia
De la información documentada que existe sobre el mundo de las Hermandades y Cofradías en Écija, se acepta que estas surgen en la segunda mitad del siglo XIII, poco después de haber sido reconquistada la ciudad. El término cofradía englobó una gran variedad de agrupaciones, teniendo en un principio un marcado cariz benéfico-asistencial. Encontramos cofradías hospitalarias, cultuales y gremiales, como la Cofradía Hospitalaria de San Marcos (1429), Cofradía de Ánimas Benditas (1559) o Cofradía de San José (1545)
La contemplación y devoción de los padecimientos del Redentor en una cofradía se empieza a dar en Écija en el siglo XVI. La influencia sobre todo de monjes franciscanos, dominicos y agustinos introduce en las cofradías la flagelación como imitación de la Pasión y Muerte de Jesús. Así se desprende de las reglas de sus cofradías, como la de la Vera Cruz (extinguida en el siglo XIX y con sede canónica en el Convento de San Francisco), en la que se observa la existencia de dos tipos de cofrades: de luz «que no han de ser obligados a la disciplina» y de sangre.
Si bien estas reglas son de 1573, hacen referencia a otras anteriores, siendo la referencia más antigua hallada hasta el momento sobre la incorporación de flagelantes en una cofradía ecijana.
Poco después se dejaría sentir en Écija el espíritu de Trento. Las doctrinas de este concilio tuvieron una amplia resonancia en las cofradías. La revalorización del sacramento de la penitencia y de la veneración a las reliquias e imágenes confirmó el uso de la penitencia pública y promovió la presencia en los desfiles procesionales de las Imágenes y misterios más significativos de la Pasión de Cristo, lo que es considerado como el principio de la celebración de la Semana Santa tal y como hoy la entendemos. El Concilio de Trento (1545-63) también conminó a los obispos diocesanos a realizar visitas periódicas a las cofradías. Como consecuencia de esta orden papal, y concretándonos al mundo cofrade ecijano, las hermandades y cofradías se vieron obligadas a remitir sus correspondientes reglas fundacionales o estatutos al Arzobispado Hispalense, encargado de velar por el cumplimiento de aquella orden. Esto y el cambio en el sistema hospitalario promovido por Felipe II favoreció que en el último tercio del siglo XVI y principios del siglo XVII se formalizaran (o renovaran sus reglas) numerosas cofradías
- Hermandad de la Sagrada Columna y Azotes de Nuestro Señor Jesucristo (1570).
- Hermandad del Santísimo Crucifijo y Sangre de Nuestro Señor Jesucristo (1571).
- Hermandad de la Santa Vera-Cruz y preciosa Sangre de Jesucristo (1573).
- Hermandad de Nuestra Señora de la Soledad (1573).
- Hermandad del Dulce Nombre de Jesús (1575).
- Hermandad de Nuestra Señora de la Piedad (1577).
- Hermandad de Nuestra Señora de la Encarnación (1579).
- Hermandad de la Purísima Concepción de Nuestra Señora, Oración en el Huerto y Sangre de Nuestro Señor Jesucristo (1579).
- Hermandad de la Coronación de Jesucristo, San Marcos y San Roque (1581).
- Hermandad de la Santa Cruz de Jerusalén (1582).
- Hermandad del Santo Ángel de la Guarda y Ecce Homo (1589).
- Hermandad del Santísimo Descendimiento de la Cruz, Entierro y Resurrección de Nuestro Señor Jesucristo (1601).

A estas 12 cofradías hay que agregar la del Santísimo Sacramento y Nuestra Señora del Rosario (1551), del Convento de San Pablo y Santo Domingo. A fines del siglo XVIII, su tradicional rivalidad con la Hermandad de Nuestra Señora de la Soledad le acarreó la prohibición Real de efectuar estación de penitencia, subsistiendo desde entonces como hermandad puramente cultual.
En los siglos XVII y XVIII estas 13 cofradías ecijanas vivieron su época de máximo apogeo. Sin embargo, los efectos de la desamortización propició la crisis económica e ideológica de las cofradías. Algunas de ellas acabaron por disolverse, tal es el caso de las Hermandades de la Vera-Cruz; la del Dulce Nombre de Jesús; de la Purísima Concepción de Nuestra Señora, Oración en el Huerto y Sangre de Nuestro Señor Jesucristo; del Santo Ángel de la Guarda y Ecce Homo; y del Santísimo Descendimiento de la Cruz, Entierro y Resurrección de Nuestro Señor Jesucristo.
El siglo XX es nuevamente prolífico en fundaciones o reorganizaciones de hermandades en Écija. Estas hermandades han contribuido al realce y esplendor de la Semana Santa, así como a fomentar el espíritu cristiano gracias a los cultos internos y al constante ejercicio de la caridad que desarrollan a lo largo de todo el año. Herederas de una secular devoción, son catorce las cofradías que se dan hoy cita en la Semana Santa ecijana. Algunas de ellas derivan de otras antiguas: Santiago de la Encarnación, la Yedra del Santo Ángel de la Guarda; el Resucitado de la Santísimo Descendimiento, Entierro y Resurrección.
Es una de las fiesta más importante de Écija, declarada de “Interés Turístico Nacional” en el año 1998. Cada año, llegan con fervor ecijanos y visitantes de todas las latitudes, ansiosos de ver procesionar sus imágenes de siempre. Entre ellas destacan el Cristo de la Salud, talla de hacia 1550, el Cristo de la Yedra (obra de 1630 atribuida a Alonso de Mena), el Cristo de la Expiración (de Pedro Roldán, 1680), Nuestro Padre Jesús sin Soga (de Montes de Oca, 1733), el Cristo de la Sangre (de Gaspar del Águila, 1567), o el paso del Santo Entierro, cuya urna está realizada en madera y recubierta por finas láminas de carey con incrustaciones de plata de ley, realizada en 1711.
Otro de los acontecimientos más relevantes de la historia reciente de la Semana Santa de Écija fue la celebración el Sábado Santo 3 de abril de 1999 del Santo Entierro Magno, el tercero de este tipo celebrado en la historia de la Semana Santa de Écija. En el mismo cada una de las hermandades saco a uno de sus pasos, los cuales realizaron el recorrido oficial de dicho evento, siguiendo el orden cronológico de las escenas pasionales de los mismos. 
En el año 2017 se ha reconocido como hermandad y podrá hacer su estación de penitencia a la anteriormente conocida como Agrupación Parroquial del Olivo.

## Carrera Oficial
La Carrera Oficial es el recorrido común para todas las hermandades que procesionan durante la Semana Santa. Hasta 2006, comenzaba en la Plaza de España para discurrir frente al Ayuntamiento y seguir por las calles Más y Prat y Santa Cruz. En 2007, la Semana Santa estuvo ausente de Carrera Oficial por las obras que se estaban llevando a cabo en la Plaza de España.
A partir de 2008, el Consejo General de Hermandad y Cofradías diseña una nueva Carrera Oficial. Se mantiene el comienzo en la Plaza de España, desde el flanco adyacente a la Iglesia de Santa Bárbara, para cruzar dicho enclave, donde está instalado el palquillo de la Tribuna del Consejo de Hermandades y el resto de palcos para el público abonado (actualmente hay unos 300 palcos). Continúa por calle Más y Prat, calle Santa Cruz y Plaza de Nuestra Señora del Valle. Ya en  2024 se amplía la carrera oficial para hacer estación de penitencia en la Parroquia Mayor de Santa Cruz, situada en la Plaza de Nuestra Señora del Valle, donde se instala un altar dedicado al Santísimo Sacramento.

## El cortejo procesional
Las procesiones de la Semana Santa se abren con la cruz de guía, que suele ir acompañada de una pareja de nazarenos con faroles. Tras la cruz de guía comienza el cortejo de nazarenos, que portan cirios o cruces como penitencia. Los tramos de nazarenos van intercalados por un conjunto de insignias. 
Las insignias más habituales son: el senatus, en memoria del ejército romano que custodiaba a Cristo; las banderas que acompañan a cada paso, que suelen tener colores pasionarios o marianos; el simpecado, en defensa del dogma de la inmaculada concepción; el libro de reglas; y el estandarte. El cortejo de nazarenos suele finalizar con las bocinas que anunciaban el paso, con la presidencia y, tras esta, los acólitos y los pasos.

### Cruz de guía
La cruz de guía es la insignia que abre las procesiones. Es portada por uno de los hermanos nazarenos en la cabecera del cortejo. En algunas hermandades constituye por sí misma una espléndida obra de arte.

### Libro de reglas
El libro de reglas es una de las insignias fundamentales de las cofradías. Consiste en un libro con las reglas o estatutos de la hermandad. Es portado por un hermano con la túnica de nazareno, generalmente situado en los últimos tramos del segundo paso. Suele estar ricamente decorado con cantoneras de plata y el escudo de la corporación en el centro. Se conservan algunos muy antiguos, del siglo XVIII.

### Estandarte
Los estandartes usados en el cortejo procesional son trozos de tela que tienen bordado el escudo de la hermandad o alguna imagen religiosa. Cuando tiene bordado el escudo de la hermandad se conoce como bacalao por la forma de la tela. Cuando tiene bordada una imagen de la Virgen se conoce como simpecado (por ser "sin pecado concebida"). El estandarte está sostenido por un mástil de orfebrería coronado por una cruz.

### Senatus
Es un estandarte en el cual están las letras SPQR bordadas. Estas letras significan Senatus Populusque Romanus (el Senado y el pueblo de Roma). Está inspirado en el estandarte que utilizaba ejército romano, que se llamaba signum.

### Bocinas
La Biblia menciona que antes del Juicio Final sonaría una trompeta. La tradición dice que esa trompeta tendría forma de añafil y que la haría sonar el ángel Gabriel. Los grandes añafiles portados por los hermanos reciben el nombre de bocinas. En las antiguas procesiones de Semana Santa algunos penitentes hacían sonar esas trompetas para expresar tristeza y lamento. En la actualidad no se hacen sonar. Simplemente son portadas en el hombro por un grupo de cofrades. Son grandes, plateadas y cuelgan de ellas paños de terciopelo con bordados.

### Los nazarenos
Los nazarenos son los hermanos de una cofradía que hacen la estación de penitencia con la indumentaria que figura en las reglas de la hermandad. Cada hermandad tiene establecido en sus reglas las características del vestuario de los nazarenos, en lo relativo a túnica, zapatos, insignias y complementos. El nazareno puede llevar cirio, vara, insignia, farol o una cruz sobre el hombro.

### Los acólitos
Son aquellos que procesionan vistiendo sotana, dalmática, alba o sobrepelliz. Pueden ser de varios tipos:
- Acólitos ceroferarios: Portan las ciriales y se sitúan delante de los pasos.[16] En algunas de las pocas cofradías que siguen portando en su cortejo una manguilla (cruz en representación de la parroquia), esta va escoltada por ceroferarios.[16]
- Acólitos turiferarios: Es el que lleva el incensario.[16]
- Pertiguero: Responsable secular de los acólitos. Lleva en la mano una pértiga en el altar de culto o en las procesiones.[17]
- Monaguillos: Menor que presta servicio en el altar durante los cultos y/o que procesiona llevando una prenda alba.[16]

### Los pasos
El paso es un conjunto formado por una plataforma sobre la que hay imágenes evangélicas. La plataforma es sostenida por unas andas. Cuando la Virgen va sola o en compañía del apóstol Juan el paso va cubierto con un palio y se conoce como paso de palio o paso de Virgen. Cuando hay varias figuras sin palio y cuando se porta a Jesús sin crucificar se conoce como paso de misterio. Al Señor se le suele llamar Cristo cuando se le presenta desde la crucifixión hasta el entierro y al paso donde procesionan un crucificado se le llama paso de Cristo. Cuando en el paso de misterio va Jesús con la cruz al hombro la figura recibe el apodo de Nazareno (con mayúscula inicial, a diferencia del nazareno cofrade).
Lo habitual es llevar dos pasos: uno centrado en el Señor y otro con la Virgen bajo palio. Hay alguna cofradía con tres pasos y también alguna con solo uno, como la Borriquita o la Mortaja. El tamaño actual de los pasos oscila entre 2,20 y 2,40 metros de ancho y los 3,50 a 5,5 metros de largo.
El paso consta de una parihuela cubierta con unos faldones de terciopelo. Sobre la parihuela se sitúa una peana construida en madera noble, denominada canastilla que suele estar tallada en estilo barroco, aunque se pueden encontrar también algunas en estilo neogótico, renacentista o romántico. Sobre la canastilla se encuentran las flores, la iluminación formada por candelabros, hachones o faroles y por último las imágenes.
El llamador o martillo es un aldabón de metal con el que llama a los costaleros. Se ubica en la parte frontal del paso y suele presentar motivos religiosos relacionados con la hermandad.

### Los costaleros
El término costalero es un andalucismo. Proviene de "costal" y ya aparece recogido en el Vocabulario andaluz (1ª edición 1934) en donde se definen a los costaleros como: "los que llevan los pasos de las imágenes, con un costal algo relleno que se colocan en la cabeza y les cae por la espalda". Por lo tanto, los pasos son llevados por los costaleros, que es el nombre que reciben, cada una de las personas encargadas de llevar sobre sí o cargar una de las imágenes o pasos que forman parte de los cortejos procesionales durante la Semana Santa. Los costaleros cargan el peso sobre su cuello, sobre la séptima vértebra cervical, protegen esta zona con una tela llamada costal que suele ser de arpillera. Las zonas adaptadas para que los costaleros carguen el peso son las trabajaderas.
A raíz de los acuerdos adoptados por la Iglesia Católica en el Concilio de Trento, se genera el caldo de cultivo idóneo para el nacimiento de las cofradías. Al principio las imágenes eran portadas por los propios hermanos, pero poco a poco el gran peso de su exorno hizo necesario contratar a gente que cargase con dicho peso. Estos hombres al principio eran conocidos como los gallegos, debido a que la gran mayoría eran originario de Galicia. Eran hombres despreciados socialmente y su forma de trabajar en las cofradías permaneció sin variar hasta la aparición de Rafael Franco Luque a principios del siglo XX. Este hombre fue el inventor de la igualá, quien introdujo el terno negro entre los capataces y el primero en prohibir que sus costaleros bebiesen vino durante la procesión. Eso hizo mejorar un poco el prestigio social de estos hombres, aunque el trabajo remunerado de los costaleros siguió igual hasta los años setenta del pasado siglo. En 1973, Salvador Dorado Vázquez, el Penitente, sacó al Santísimo Cristo de la Buena Muerte de la Hermandad de los Estudiantes con una cuadrilla formada por hermanos costaleros. Desde entonces los costaleros suelen ser hermanos de las cofradías. Se denomina chicotá al trayecto que recorre un paso desde que se levanta (levantá), hasta que detiene la marcha (arriá).

### El capataz
El capataz es el jefe de los costaleros de la cofradía y tiene como responsabilidad conducir los pasos por las calles de la ciudad. El capataz segundo es un hombre de confianza del capataz que se encarga de los costaleros del segundo paso del cortejo.

## Escultura
- Rafael Amadeo Rojas. Es autor de la mayorías de los misterios que procesionan en la Semana Santa ecijana. Su último misterio esculpido fue el de la Quinta Angustia (terminado en 2008) y el de la Hermandad de Santiago (2010).
- Sergio Saldaña Jiménez. Ha realizado el misterio de la Borriquita y la reciente restauración de la Virgen de los Dolores de San Gil. Además, de haber restaurado diversas imágenes de las distintas Iglesias y Conventos de la ciudad.
- Miguel de Vilches. Escultor del S.XVI.
- Lope de Medina Chirinos. Escultor del S.XVII.
- Joaquín Ojeda. Escultor del S.XX.
- Ricardo Comas. Escultor del S.XX.
- Alonso de la Plaza del S.XVII
- Luis Sánchez del S.XVI

## Orfebrería
La orfebrería que adorna pasos e insignias ocupa un lugar destacado. Uno de los talleres en la ciudad dedicados a esta actividad es: 
- José Luis Asencio e hijos. Tiene su actividad desde el S.XX hasta la actualidad.

## Bordado
El bordado tiene un papel protagonista en las bambalinas de los pasos de palio, en los mantos de las vírgenes y, en menor medida, en otras prendas de las figuras. Entre los artesanos del bordado de la ciudad han destacado, entre otros, los siguientes:
- Jesús Rosado Borja. Destaca la realización de los palios de Nuestra Señora de la Caridad y de Nuestra Señora de los Dolores (San Gil), así como la remodelación del paso de María Santísima de la Amargura, convertido en palio de cajón (único en la ciudad). Ha realizado diversos trabajos para muchas ciudades de España, especialmente Sevilla.
- Emilio Gómez Moreno. Destaca la realización del manto de salida de Nuestra Señora de la Esperanza, bordado en oro sobre terciopelo verde (2012).
- José Luis Asencio. Ha realizado numerosas obras para las cofradías ecijanas. Destacan los palios de Nuestra Madre y Señora de las Lágrimas y de Nuestra Señora de la Esperanza, ambos en técnica de aplicación.
- Joaquín Ojeda. Realizó los palios de María Santísima de las Misericordias y el de Nuestra Señora de los Dolores de la Sangre. De igual forma realizó el actual palio de María Santísima de la Amargura, en terciopelo burdeos en la técnica del recorte.

## Música
La música es un aspecto muy importante de la Semana Santa en Écija, la mayor parte de las hermandades llevan banda de cornetas y tambores, agrupaciones musicales que incorporan trompetas y trombones, o bandas de música completas que incluyen clarinetes saxofones y otros instrumentos. Algunas hermandades de silencio llevan únicamente música de capilla formada por un trío o cuarteto compuesto por fagot, clarinete y oboe. Las bandas se sitúan detrás de los pasos e interpretan diferentes marchas procesionales.
En Écija, podemos encontrar actualmente 6 formaciones musicales dedicadas tanto al culto interno como externo:
- Asociación Musical Ecijana AMUECI.
- Agrupación Musical Columna y Azotes.
- Banda de Cornetas y Tambores Santísimo Cristo de la Salud.
- Capilla Musical Ars Sacra.
- Ateneo Musical de Écija.
- Unión Musical Astigitana.
- Coro de Cámara Polymnia.
- Conjunto de música de cámara Atrium.

A destacar como compositores Jacinto Manuel Rojas Guisado y Luis Hidalgo Vega.

### Saeta
La saeta es un canto de tema religioso que tiene su origen en el folclore andaluz y se ejecuta sin acompañamiento durante las procesiones de Semana Santa. La copla consta de varias estrofas de 4 o 5 versos octosílabos. Se canta generalmente por seguiriyas o martinetes y su interpretación exige conocer el estilo del cante jondo propio de la tradición musical del flamenco. Suele cantarse delante de las imágenes, bien desde los balcones o a pie de suelo.

## Hermandades[24]

### Sábado de Pasión
- Agrupación Parroquial del Stmo. Cristo de las Penas, Nuestro Padre Jesús de las Tres Caídas y Ntra. Sra. de la Salud.

Parroquia de Nuestra Señora del Carmen. Fundación: 2016.

### Domingo de Ramos
- Hermandad de la Borriquita. Si bien sale por la mañana inaugurando cada año la Semana Santa astigitana, forma parte de la Hermandad del Cautivo, que realiza estación de penitencia por la tarde.

Parroquia de Santa María Nuestra Señora. Fundación: 1973.
- Hermandad del Amor.

Capilla de Santa Ángela de la Cruz. Fundación: 2003. Es la Hermandad más joven de Écija.
- Hermandad del Cautivo. Por la mañana, la Hermandad realiza estación de penitencia con el paso de "La Borriquita", mientras que por la tarde hace lo propio con Jesús Cautivo y Nuestra Señora y Madre de las Lágrimas bajo palio.

Parroquia de Santa María Nuestra Señora. Fundación: 1956.

### Lunes Santo
- Hermandad de la Yedra.

Iglesia de Santa Ana, barrio del Puente. Fundación: 1959.

### Martes Santo
- Hermandad de los Estudiantes.

Parroquia de Santiago el Mayor. Fundación: 1579 (Cofradía de la Encarnación) Reorganizada en 1962.

### Miércoles Santo
- Hermandad de San Gil.

Parroquia de San Gil Abad, barrio de San Gil-Altozano. Fundación: 1581.

### Jueves Santo
- Hermandad del Confalón.

Iglesia de Nuestra Señora de la Victoria. Fundación: Desconocida, primeras reglas 1570.
- Hermandad de la Sangre.

Parroquia Mayor de Santa Cruz. Fundación: 1564 (reglas 1571). Es la Hermandad de los Gitanos.

### Madrugá
- Hermandad de San Juan.

Iglesia de San Juan Bautista. Fundación: 1582.
- Hermandad del Silencio.

Parroquia Mayor de Santa Cruz. Fundación: 1666.

### Viernes Santo
- Hermandad de Jesús Sin Soga.

Iglesia de Santa Bárbara. Fundación: 1977.
- Hermandad de La Piedad.

Convento de la Merced. Fundación: Desconocida, reglas 1577.
- Hermandad de La Mortaja.

Iglesia de la Pura y Limpia Concepción de Nuestra Señora, "Los Descalzos". Fundación: 1989.

### Sábado Santo
- Hermandad del Santo Entierro.

Parroquia de Nuestra Señora del Carmen. Fundación: 1566 aprox. (primeras reglas en 1573).

### Domingo de Resurrección
- Hermandad del Resucitado.

Parroquia Mayor de Santa Cruz. Fundación: 1601, reorganizada en 1979.
.